# تاقيوت (آيت ناس الجبل)
تاقيوت هو دُوَّار يقع بجماعة تنانت، إقليم أزيلال، جهة بني ملال خنيفرة في المملكة المغربية. ينتمي الدوّار لمشيخة آيت ناس الجبل التي تضم 5 دواوير. يقدر عدد سكانه بـ 809 نسمة حسب الإحصاء الرسمي للسكان والسكنى لسنة 2004.

## روابط خارجية
- البوابة الوطنية للجماعات الترابية نسخة محفوظة 12 مارس 2018 على موقع واي باك مشين.
- المندوبية السامية للتخطيط